# Tabunoffska huset

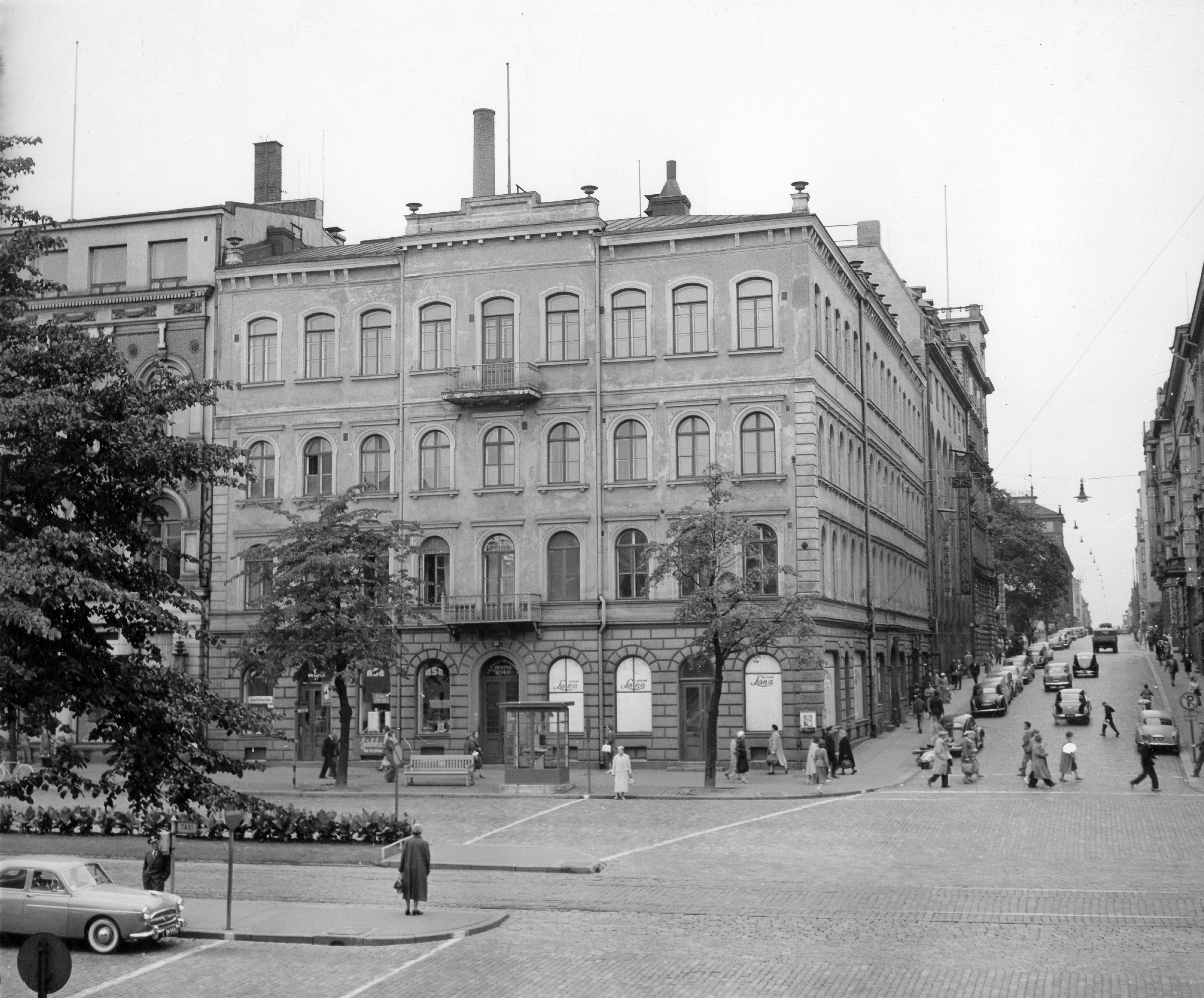
Tabunoffska skolhuset

Tabunoffska huset var en skolbyggnad som uppfördes i hörnet av dåvarande Henriksgatan (nuvarande Mannerheimvägen) och Lönnrothsgatan i Helsingfors. Byggnaden var byggd av den ryska handelsmannen Nikifor Tabunoff. Ritningarna var gjord av August Boman och byggnaden stod färdig år 1863. Helsingfors ortodoxa församlings ryska folkskola flyttade in i byggnaden år 1864. Byggnaden påbyggdes mellan åren 1912 och 1914. År 1927 började Helsingfors finska privatlyceum använda byggnaden och stannade där fram till 1957.
Tabunoffska huset revs år 1958. På samma plats byggdes Helsingfors ortodoxa församlings affärshus, efter ritningar av Pauli Salomaa. Affärshuset stod färdigt år 1960.